# Keetia bakossiorum
Keetia bakossiorum är en måreväxtart som beskrevs av Martin Roy Cheek. Keetia bakossiorum ingår i släktet Keetia och familjen måreväxter.
Artens utbredningsområde är Kamerun. Inga underarter finns listade i Catalogue of Life.